# Spirostreptus meracus
Spirostreptus meracus är en mångfotingart som beskrevs av Karsch 1881. Spirostreptus meracus ingår i släktet Spirostreptus och familjen Spirostreptidae. Inga underarter finns listade i Catalogue of Life.